# 1974 en Italie
Chronologie de l'Italie
- 1970
- 1971
- 1972
- 1973
- 1974
- 1975
- 1976
- 1977
- 1978

Cette page concerne l'année 1974 du calendrier grégorien.

## Chronologie

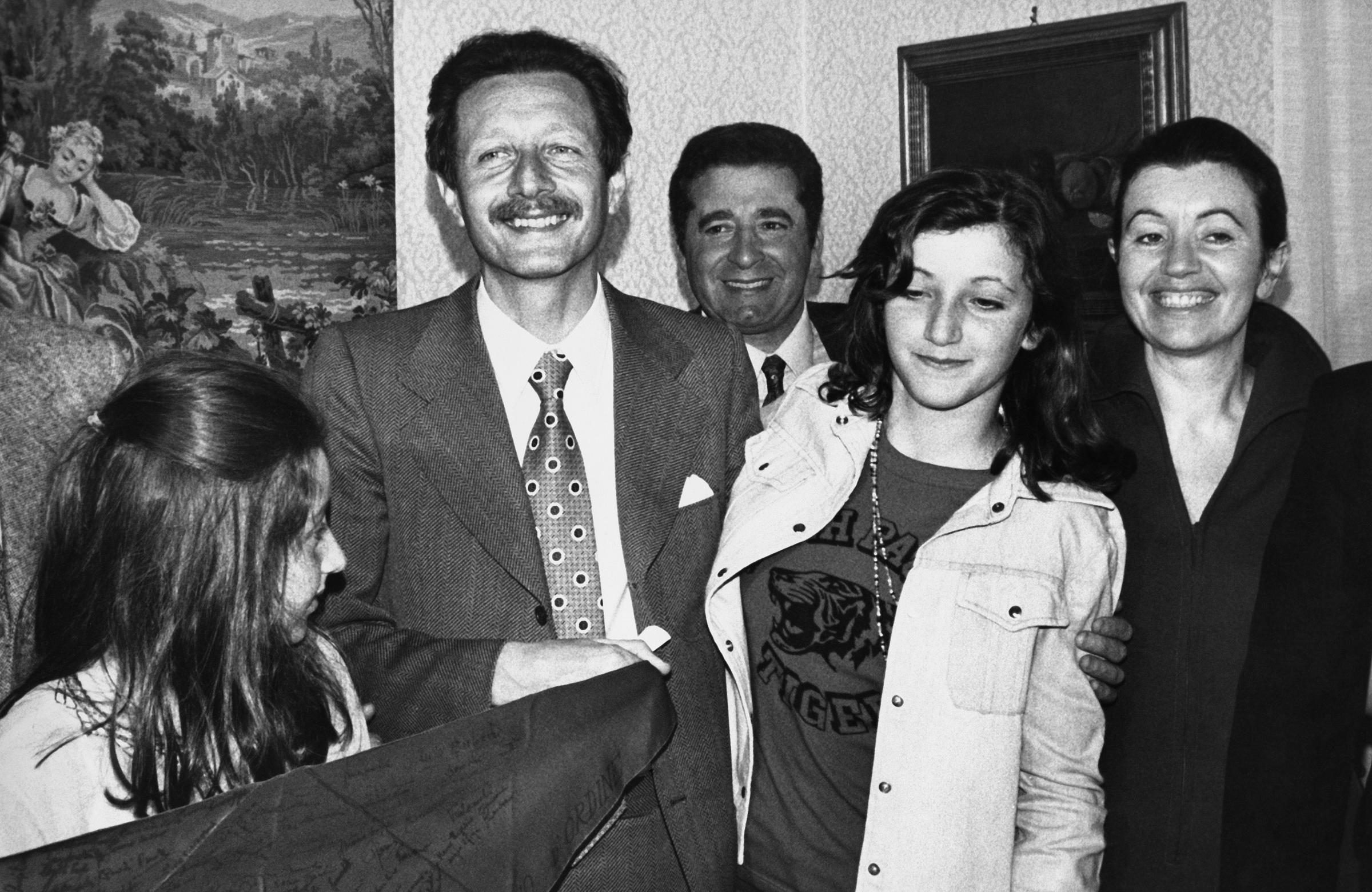
Mario Sossi après sa libération par les Brigades rouges.

- 1er janvier : le vol Itavia 897 s'écrase sur la piste 36 de l'aéroport de Turin-Caselle, faisant 38 morts[1].
- 2 mars : à la suite de divergences entre les républicains et les socialistes sur la politique économique, Mariano Rumor démissionne. Le 14 mars, il fonde un cinquième gouvernement de centre gauche avec la participation des deux partis socialistes et l’appui des républicains[2].

- 9-17 avril : la Chambre et le Sénat approuvent la loi 195 sur le financement public des partis, promulguée le 2 mai 1974[3].
- 18 avril : les Brigades rouges enlèvent le juge de Gênes Mario Sossi pendant 35 jours[4]. Après cet enlèvement, la police commence à contrôler les mouvements terroristes et multiplie les arrestations. Les affrontements entre brigadistes et forces de l’ordre font plusieurs morts.

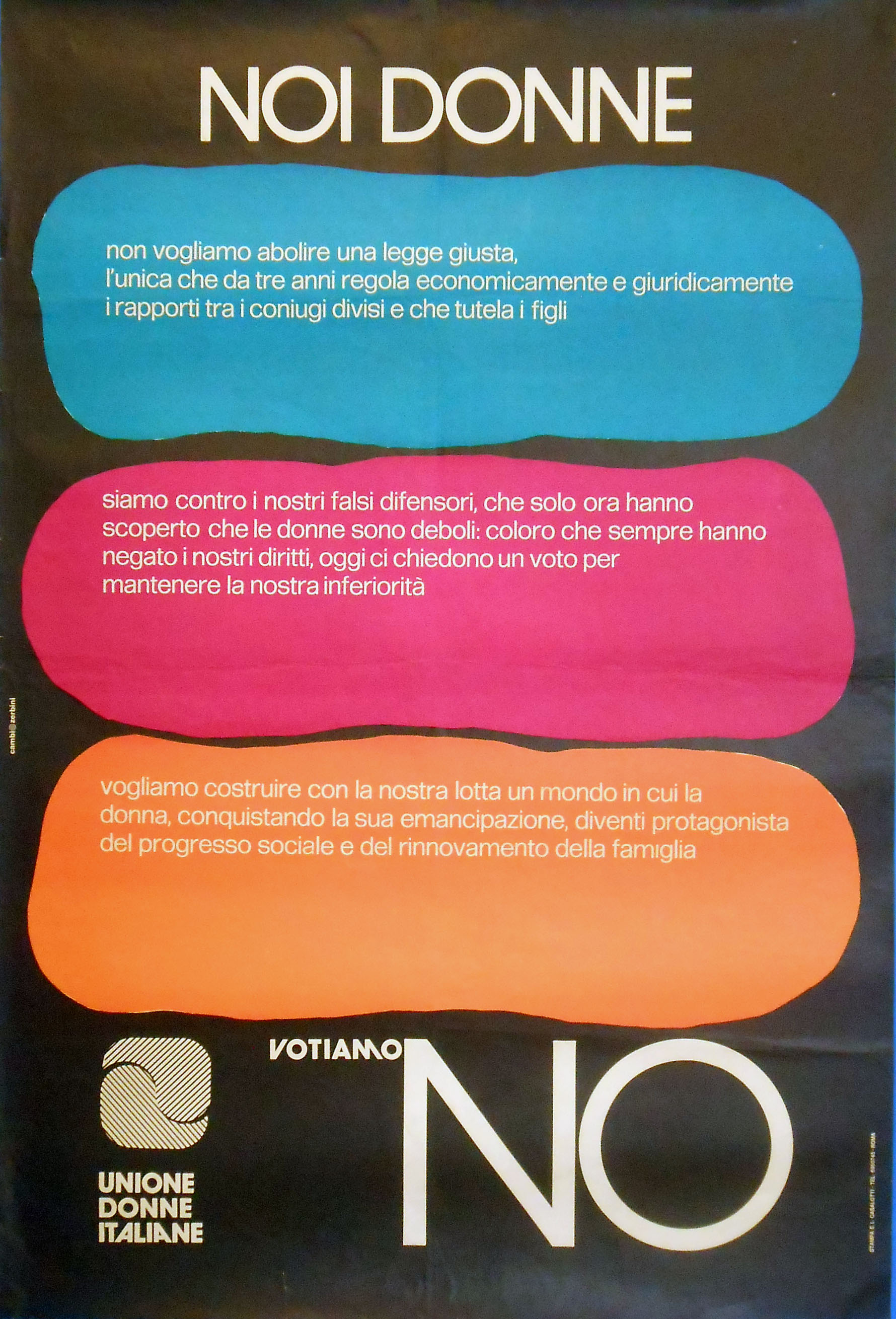
Affiche réalisée par l'Union des femmes en Italie à l'occasion du référendum sur le divorce.

- 12 mai : référendum sur le divorce. Par 59,1 % contre 40,9 %, le pays refuse d’abroger la loi[5].
- 16 mai : arrestation à Milan du mafieux Luciano Leggio[6].
- 28 mai : attentat de la place de la Loggia ; lors d’une démonstration antifasciste à Brescia, une bombe cause la mort de 8 personnes et en blesse 94[7]. L’enquête établit la responsabilité de groupements d’extrême droite.

- 17 juin : un commando des brigades rouges attaque le siège du MSI à Padoue, tuant deux militants[8].

- 11 juillet : le psychiatre Giorgio Coda est reconnu coupable de mauvais traitements (électrochocs) à l'hôpital psychiatrique de Collegno[9].

- 4 août : attentat terroriste d’extrême droite du Rome-Munich, faisant douze morts et 48 blessés[7].

- 8 septembre : Renato Curcio et Alberto Franceschini, membres fondateurs des Brigades rouges, sont arrêtes[8].
- 14 septembre : les corps de Stefania Pettini et Pasquale Gentilcore sont retrouvés à Borgo San Lorenzo, près de Florence ; le double meurtre, alors inexpliqué, est plus tard imputé au Monstre de Florence[10].

- 3 octobre : le gouvernement Rumor démissionne[2].
- 15 octobre : le carabinier Felice Maritano est tué dans un échange de tirs par l'un des dirigeants des Brigades rouges, Roberto Ognibene, à Robbiano di Mediglia[11].
- 25 octobre : arrestation du général Vito Miceli, chef des services secrets accusé de conspiration politique pour avoir promu une structure subversive appelée « Rosa dei Venti »[12].

- 1er-4 novembre : première conférence nationales du mouvement féministe  à Pinarella di Cervia[13].
- 23 novembre : gouvernement Moro IV. Aldo Moro dirige une coalition de démocrates-chrétiens et de républicains appuyés par les socialistes (fin en 1976)[2].

- Révélation de deux scandales : l’un implique la Démocratie chrétienne dans une affaire de pots-de-vin dans le secteur du pétrole (la DC s’empresse de faire adopter une loi prévoyant le financement des partis sur les fonds publics) ; l’autre concerne la préparation d’un coup d’État par « La Rose des Vents », avec la complicité de certains services secrets[14].

## Économie
- 1er janvier : entrée en vigueur des dispositions sur les impôts directs. Instauration d'un impôt progressif sur le revenu des personnes physiques, fusion de divers impôts sur la propriété et les biens. Création d'un impôt sur les bénéfices des entreprises. Possibilité donnée aux collectivités locales de lever un impôt sur les revenus industriels et commerciaux[15].

- Début de la récession : inflation élevée, extension du secteur souterrain de l’économie, diminution de la production et augmentation du déficit public[16].
- Plan d’urgence du gouvernement italien : restriction du crédit et baisse des importations, car l’inflation atteint 21 % dans l’année. Emprunt de deux milliards de dollars à la RFA[14].
- Le PNB par habitant est de 2 690 dollars (1 916 dollars en 1969), soit 55 % de celui de la France[14].

## Culture

### Cinéma
- 20 juillet : 19e cérémonie des David di Donatello.
- Box-office Italie 1974-1975.

#### Films italiens sortis en 1974
- 24 janvier : Peccato veniale, film de Salvatore Samperi
- 6 septembre : Allonsanfan, film de Paolo et Vittorio Taviani
- 15 novembre : Anno uno, film de Roberto Rossellini
- 22 novembre : L'Antéchrist, film de Alberto De Martino

#### Autres films sortis en Italie en 1974
- 14 août : L'arrivista (La Race des seigneurs), film français de Pierre Granier-Deferre

#### Mostra de Venise
- Lion d'or : non décerné
- Coupe Volpi pour la meilleure interprétation féminine : non décerné
- Coupe Volpi pour la meilleure interprétation masculine : non décerné

### Littérature

#### Livres parus en 1974
- Alessandro Magno, de Pietro Citati
- L'assedio e il ritorno, de Franco Ferrucci (Bompiani).
- La storia, d'Elsa Morante.

#### Prix et récompenses
- Prix Strega : Guglielmo Petroni, La morte del fiume (Mondadori)
- Prix Bagutta : Gianni Celati, Le avventure di Guizzardi, (Einaudi)
- Prix Campiello : Stefano Terra, Alessandra
- Prix Napoli : Nicola Lisi (it), Parlata dalla finestra di casa, (Vallecchi)
- Prix Viareggio : Clotilde Marghieri (it), Amati enigmi

## Naissances en 1974
- 3 janvier : Alessandro Petacchi, coureur cycliste.
- 16 mai : Laura Pausini, chanteuse.
- 19 juin : Rossella Erra, conseillère fiscaliste et personnalité de la télévision.
- 6 juillet : Fortunato Baliani, coureur cycliste.
- 4 septembre : Carmen Consoli, chanteuse, auteur-compositeur-interprète.

## Décès en 1974
- 3 juin : Gino Cervi, 73 ans, acteur. (° 3 mai 1901)
- 11 juin : Julius Evola, 76 ans, écrivain. (° 19 mai 1898)
- 17 août : Aldo Palazzeschi (Aldo Giurlani), 89 ans, poète et romancier, lauréat du prix Viareggio  en 1948 pour I fratelli Cuccoli. (° 2 février 1885)
- 19 août : Fernando Cerchio, 60 ans, réalisateur, scénariste et monteur, auteur d'une trentaine de films entre 1940 et 1972. (° 7 août 1914)
- 31 août : Gianna Manzini, 78 ans, écrivain. (° 24 mars 1896)
- 13 novembre : Vittorio De Sica, 73 ans, acteur et réalisateur. (° 7 juillet 1901)